# آستین ای۳۰
آستین ای۳۰ (Austin A۳۰) خودرویی است که در سال‌های ۱۹۵۱ تا ۱۹۵۶۲۲۳،۲۶۴  تولید شده‌است. طول آن در حالت طبیعی ۱۳۶٫۵ اینچ (۳٬۴۶۷ میلیمتر) و عرض آن در حالت طبیعی ۵۵ اینچ (۱٬۳۹۷ میلیمتر) است.
موتور آن ۸۰۳ سی‌سی سیستم جعبه‌دندهٔ آن به صورت دستی است.